# فرودگاه دیوو
فرودگاه دیوو (به انگلیسی: Divo Airport) یک فرودگاه با کد یاتا DIV است . این فرودگاه در کشور ساحل عاج قرار دارد .